# لیره اولابریا
لیره اولابریا (اسپانیایی: Leire Olaberria‎؛ زادهٔ ۱۷ فوریهٔ ۱۹۷۷) دوچرخه‌سوار زن اهل اسپانیا است.
وی در مسابقات کشوری و بین‌المللی در مجموع برندهٔ ۱ مدال طلا، ۳ مدال برنز شده‌است.